# المقاومة والمواصلة الكهربائية
المقاومة الكهربائية للجسم هي مقياس لمقاومته لتدفق التيار الكهربائي. الكمية المقابلة هي المواصلة الكهربائية، والتي تقيس السهولة التي يمر بها التيار الكهربائي. تشترك المقاومة الكهربائية في بعض أوجه التشابه المفاهيمية مع الاحتكاك الميكانيكي. وحدة النظام الدولي للمقاومة الكهربائية هي أوم (Ω)، بينما تقاس المواصلة الكهربائية بوحدة سيمنز (S) (كانت تسمى سابقًا "mho" كان يتم تمثيلها بـ℧).
تعتمد مقاومة الجسم في جزء كبير منه على المادة المصنوع منها. تميل الأشياء المصنوعة من عوازل كهربائية مثل المطاط إلى مقاومة عالية جدًا ومواصلة منخفضة، بينما تميل الأجسام المصنوعة من الموصلات الكهربائية مثل المعادن إلى مقاومة منخفضة للغاية ومواصلة عالية. يتم قياس هذه العلاقة من خلال المقاومية أو الموصلية. ومع ذلك، فإن طبيعة المادة ليست العامل الوحيد في المقاومة والمواصلة؛ يعتمد أيضًا على حجم وشكل كائن لأن هذه الخصائص واسعة النطاق وليست مكثفة. على سبيل المثال، تكون مقاومة السلك أعلى إذا كان طويلًا ورفيعًا، وأقل إذا كان قصيرًا وسميكًا. جميع الأجسام تقاوم التيار الكهربائي، باستثناء الموصلات الفائقة، التي لها مقاومة صفرية.
تُعرّف المقاومة R لجسم ما على أنها نسبة الجهد V عبره إلى التيار I من خلاله، في حين أن المواصلة G هي مقلوبه:
{\displaystyle R={\frac {V}{I}},\qquad G={\frac {I}{V}}={\frac {1}{R}}}
بالنسبة لمجموعة متنوعة من المواد والظروف، يتناسب V وI بشكل مباشر مع بعضهما البعض، وبالتالي فإن R وG هما ثوابت (على الرغم من أنهما سيعتمدان على حجم وشكل الكائن، والمواد التي يتكون منها، وعوامل أخرى مثل درجة الحرارة أو الانفعال). يسمى هذا التناسب قانون أوم، والمواد التي تنطبق عليه تسمى المواد الأومية.
في حالات أخرى، مثل المحول أو الصمام الثنائي أو البطارية، لا تتناسب V وI بشكل مباشر. النسبة VI لا تزال مفيدة في بعض الأحيان، ويشار إليها بالمقاومة الوترية أو المقاومة الساكنة، نظرًا لأنها تتوافق مع المنحدر العكسي للوتر بين الأصل ومنحنى I–V. في حالات أخرى، المشتق {\textstyle {\frac {\mathrm {d} V}{\mathrm {d} I}}} مفيد للغاية؛ هذا يسمى بالمقاومة التفاضلية.